# Josep Sala i Mañé
Josep Sala i Mañé   (Vilafranca del Penedès, 1938 - Vilafranca del Penedès, 20 d'abril de 2020) fou un casteller català, cofundador i primer cap de colla dels Castellers de Barcelona entre 1969 i 1976, càrrec que tornaria a ocupar mitja temporada del 1986.

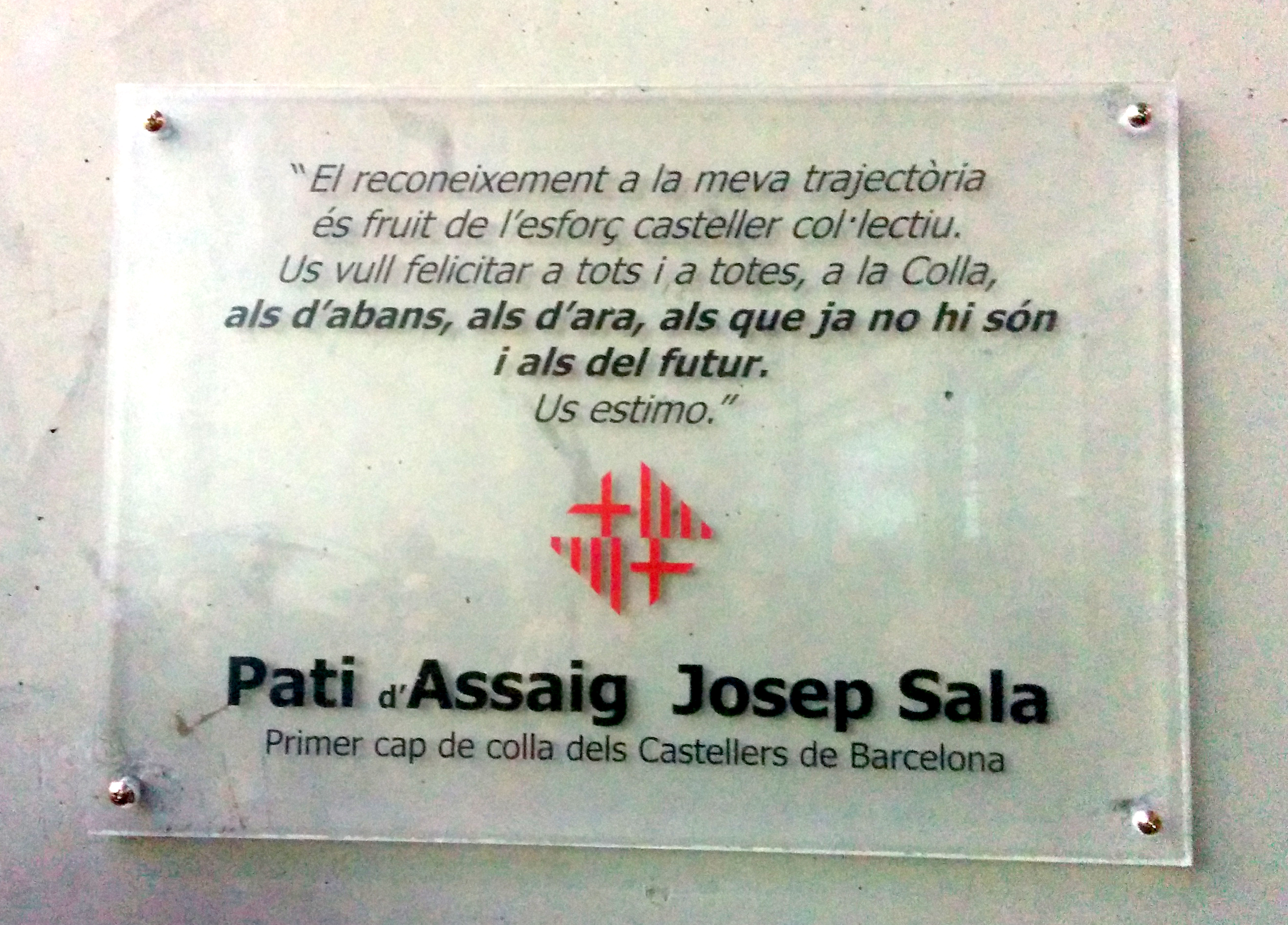
Placa commemorativa del "Pati d'assaig Josep Sala" al local dels Castellers de Barcelona

Era fill de Ramón Sala, el qual va ser cap de Colla dels Castellers de Vilafranca entre el 1952 i 1955. Quan la família es va traslladar a viure a Barcelona, en Josep juntament amb la família Durich i en Pere Català Roca van fundar l'any 1958 el Cos de Castellers de Ballets de Catalunya. Aquesta colla va desaparèixer el 1963 i 6 anys més tard va crear la colla dels Castellers de Barcelona, la quarta més antiga de tot el món casteller i la primera fora de la zona tradicional.

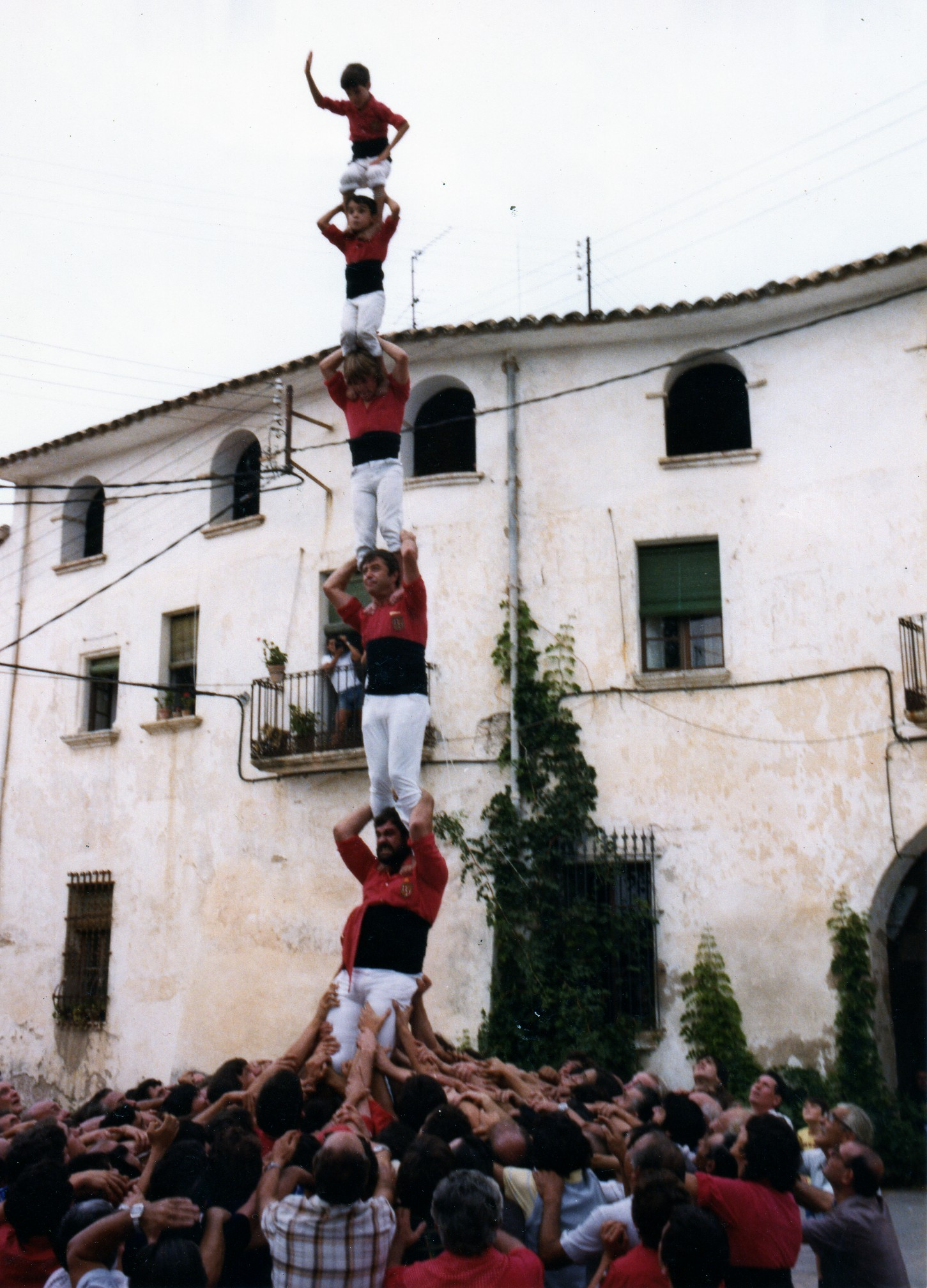
Josep Sala terç del primer pilar de 6 (carregat) de la història dels Castellers de Barcelona (11-9-1982 a Banyeres del Penedès

Al novembre de 2008 va rebre el premi Sant Martí que atorga el districte de Sant Martí de Barcelona.
El 31 de gener de 2015 va rebre el premi a la trajectòria castellera atorgat a la IX Nit de Castells organitzada a Valls per la Revista Castells. Aquest guardó l'han rebut altres personalitats del món casteller com Jaume Rosset, Pere Català i Roca, Josep Antoni Falcato, Francesc Piñas o Quico Pino.
Des del 8 de febrer de 2015, la pista d'assaig del local dels Castellers de Barcelona s'anomena "Pista d'assaig Josep Sala" en homenatge seu.
Morí el 20 d'abril de 2020 a Vilafranca del Penedès per la COVID-19.